# Fáklya (android)
A Fáklya egy kitalált szereplő, szuperhős android a Marvel Comics képregényeiben. A szereplőt Carl Burgos alkotta meg. Első megjelenése a Marvel Comics első számában volt, 1939 októberében. A képregény a Timely Comics, a Marvel elődjének a kiadásában jelent meg.
A Fáklya eredetileg egy tudós által létrehozott android volt, aki azzal a különleges képességgel rendelkezett, hogy tűzzel tudta körülvenni magát és irányítani tudta a lángokat. Korai megjelenései során egyfajta sci-fi „torzszülöttként” ábrázolták, de hamar szuperhős lett belőle. Amerika Kapitány és a Torpedó mellett a Timely Comics jelképes szereplőjévé vált. Az 1950-es években, más szuperhőssel együtt, ő is lassacskán a feledés homályába veszett. Nevét és képességeit egy új szereplőben, a Fantasztikus Négyes csapatának Johnny Storm nevű tagjában használták fel 1961-ben. Amerika Kapitánnyal és a Torpedóval ellentétben, az eredeti Fáklya csak nagy ritkán tűnt fel ismét a képregények oldalain.